# برنارد وينر
برنارد وينر (بالإنجليزية: Bernard Weiner)‏ هو عالم نفس وأستاذ جامعي أمريكي، ولد في 28 سبتمبر 1935 في شيكاغو في الولايات المتحدة.